# Brian Blessed
Brian Blessed (Mexborough, 9 de octubre de 1936) es un actor británico de cine, teatro y televisión.

## Biografía
Hijo de un minero de Yorkshire, Blessed tuvo que abandonar la escuela tras un accidente grave sufrido por su padre. Aficionado desde joven al teatro, él tuvo que cumplir su servicio militar –en el Parachute Regiment– antes de poder matricularse en la Bristol Old Vic Theatre School. Entre sus amistades se encontraba Peter O'Toole, a quien conoció en esa época en una fiesta, después de que Blessed le tumbara a Harold Pinter de un puñetazo.
Aventurero y montañero, ha escalado el Everest en tres ocasiones, sin llegar a la cima.
En octubre de 2015 Blessed publicó su autobiografía, Absolute Pandemonium.

### Televisión
Se consagró como actor de televisión a principios de la década de 1960 por su papel como policía en el serie de culto de la BBC, Z Cars. Su popularidad aumentó con papeles como Porthos en la serie de la BBC, Los tres mosqueteros (1967) y de nuevo como César Augusto en la miniserie Yo, Claudio (1976), también de la BBC. En 1980, fue Peppone en la serie de la BBC The Little World of Don Camillo (1980), junto con Mario Adorf como Don Camilo y Cyril Cusack como la voz de Cristo. En 1983, él actuó en la primera temporada de La víbora negra, creada por Richard Curtis y Rowan Atkinson para BBC One. También actuó como líder cristiano en Los últimos días de Pompeya (1984).

### Cine
Entre sus papeles como actor de cine, actuó en Las troyanas (1971), protagonizada por Katharine Hepburn y Vanessa Redgrave. Fue el príncipe Vultan en Flash Gordon y ha participado en cuatro de las cinco películas basadas en obras de Shakespeare dirigidas por Kenneth Branagh: Enrique V (1989), Mucho ruido y pocas nueces (1993), Hamlet (1996), Como gustéis (2006) y The Conclave (2006).

### Actor de voz
Reconocido por su característico voz grave, entre sus colaboraciones como actor de voz y narrador ha interpretado al líder de los Gungans, Boss Nass en Star Wars: Episodio I - La amenaza fantasma (1999) y fue elegido, en 2010, en una campaña en Facebook con más de 25 800 votos a favor, para prestar su voz, como opción, al sistema de navegación para automóviles de TomTom y ha trabajado en el documental Wojtek, el oso que se fue a la guerra (BBC, 2011). En 2012 prestó su voz, junto con Hugh Grant, a la película stop-motion The Pirates! In an Adventure with Scientists!, dirigida por Peter Lord.

### Teatro
En 1980, actuó en la famosa producción, dirigida por Bryan Forbes, de Macbeth –una obra tradicionalmente considerada «maldita»– junto con Peter O’Toole en el Old Vic, de Londres, considerada una de los más grandes fracasos de la historia del teatro del Reino Unido.
En enero de 2015, a la edad de 78, Blessed se desmayó mientras interpretaba al rey Lear para el Guildford Shakespeare Company, y tras una pausa de 20 minutos, volvió a la escena para terminar la obra.